# Aït Yalla
Ait Yalla (en Arabe : آيت يالا) est un village marocain situé dans la vallée du Todgha, province de Tinghir, région de Souss-Massa-Drâa.